# 환영이문록♯FE
환영이문록♯FE(일본어: 幻影異聞録シャープエフイー, 영어: Tokyo Mirage Sessions ♯FE, 도쿄 미라주 세션스 ♯FE)는 아틀러스가 개발하고 닌텐도가 Wii U 가정용 비디오 게임기용으로 배급한 2015년 롤플레잉 비디오 게임이다. 이 게임은 아틀러스의 여신전생과 닌텐도의 파이어 엠블렘 시리즈의 게임플레이, 이야기, 미적 요소들을 합친 크로스오버 작품이다. 2015년 12월 일본에서, 2016년 6월 전 세계를 대상으로 출시되었다. 닌텐도 스위치용 개선 이식판 환영이문록♯FE 앙코르(일본어: 幻影異聞録シャープエフイー Encore)가 2020년 1월 17일 출시되었다.

## 평가
| 평론 점수 평론사 점수 NS Wii U 4Players 84/100 [ 1 ] 84/100 [ 2 ] 디스트럭토이드 N/A 8/10 [ 3 ] 에지 N/A 7/10 [ 4 ] EGM N/A 7/10 [ 5 ] 유로게이머 N/A Recommended [ 6 ] 패미츠 N/A 34/40 [ 7 ] 게임 인포머 N/A 8.25/10 [ 8 ] 게임 레볼루션 N/A [ 9 ] 게임스팟 N/A 8/10 [ 10 ] 게임스레이더+ N/A [ 11 ] 게임즈TM N/A 7/10 [ 12 ] 하드코어 게이머 4/5 [ 13 ] 3/5 [ 14 ] IGN N/A 7.6/10 [ 15 ] Jeuxvideo.com 15/20 [ 16 ] 14/20 [ 17 ] 닌텐도 라이프 [ 18 ] [ 19 ] 닌텐도 월드 리포트 9.5/10 [ 20 ] 9/10 [ 21 ] 폴리곤 N/A 9.5/10 [ 22 ] RPGamer 3.5/5 [ 23 ] 3/5 [ 24 ] 가디언 [ 25 ] N/A US게이머 4/5 [ 26 ] 4/5 [ 27 ] 통합 점수 메타크리틱 81/100 [ 28 ] 80/100 [ 29 ] |        |             |
| 평론 점수 |        |             |
| 평론사 | 점수   | 점수        |
| 평론사 | NS     | Wii U       |
| 4Players | 84/100 | 84/100      |
| 디스트럭토이드 | N/A    | 8/10        |
| 에지 | N/A    | 7/10        |
| EGM | N/A    | 7/10        |
| 유로게이머 | N/A    | Recommended |
| 패미츠 | N/A    | 34/40       |
| 게임 인포머 | N/A    | 8.25/10     |
| 게임 레볼루션 | N/A    | [ 9 ]       |
| 게임스팟 | N/A    | 8/10        |
| 게임스레이더+ | N/A    | [ 11 ]      |
| 게임즈TM | N/A    | 7/10        |
| 하드코어 게이머 | 4/5    | 3/5         |
| IGN | N/A    | 7.6/10      |
| Jeuxvideo.com | 15/20  | 14/20       |
| 닌텐도 라이프 | [ 18 ] | [ 19 ]      |
| 닌텐도 월드 리포트 | 9.5/10 | 9/10        |
| 폴리곤 | N/A    | 9.5/10      |
| RPGamer | 3.5/5  | 3/5         |
| 가디언 | [ 25 ] | N/A         |
| US게이머 | 4/5    | 4/5         |
| 통합 점수 |        |             |
| 메타크리틱 | 81/100 | 80/100      |